# Sascha Gaglia
Sascha Gaglia (* 1975 in Stuttgart) ist ein deutscher Romanist.

## Leben
Nach dem Studium (1997–2003) in den Fächern Italienische Sprachwissenschaft, Kunst- und Medienwissenschaften und Politikwissenschaft (Magister Artium) an der Universität Konstanz war er von 2004 bis 2010 wissenschaftlicher Mitarbeiter, Fachbereich Sprachwissenschaft bzw. Sonderforschungsbereich „Variation und Entwicklung im Lexikon“ (SFB 471), in Konstanz.  	Nach der Promotion 2007 zum Dr. phil. bei Christoph Schwarze, Fachbereich Sprachwissenschaft, Universität Konstanz war er von 2010 bis 2016 Juniorprofessor für Romanische Sprachwissenschaft, Seminar für Romanische Philologie, Georg-August-Universität Göttingen. Nach der Habilitation 2019, Philosophische Fakultät, Georg-August-Universität Göttingen (Venia legendi: Romanische Sprachwissenschaft) ist er seit 2021 Professor für Romanische Sprachwissenschaft mit einem Schwerpunkt auf dem Italienischen, Institut für Romanische Philologie der FU Berlin.
Seine Forschungsschwerpunkte sind Grammatikarchitektur, Morpho-Phonologie und Morpho-Syntax, sprachliche Höflichkeit, Varietäten und historische Sprachwissenschaft.

## Schriften (Auswahl)
- Metaphonie im kampanischen Dialekt von Piedimonte Matese. Eine Analyse an der Schnittstelle zwischen Phonologie, Morphologie und Lexikon. 2009.
- mit Marc-Olivier Hinzelin: Inflection and word formation in Romance languages. Amsterdam 2012, ISBN 978-90-272-7458-8.